# Excalibur Airways
 (septembre 2016).
Améliorez-le ou discutez des points à vérifier. 
Excalibur Airways était une compagnie aérienne basée en Angleterre. Elle avait ses quartiers généraux à l'Aéroport d'East Midlands à Castle Donington dans le North West Leicestershire.

## Histoire
Excalibur Airways est créée au printemps 1992, à la suite de la faillite de TEA et est basée à l'aéroport d'East Midlands. Elle commence ses vols charters avec trois Airbus A320 loués et la plupart des vols ne sont pas effectuées à l'aéroport de Londres-Gatwick.
En 1994, un autre A320 et un Boeing 737-300  sont ajoutés à la flotte. Excalibur est la première compagnie charter anglaise à opérer ses vols avec des A320 et son (à l'époque) nouveau système de commande de vol électrique.
La plupart des vols charters de vacances sont à destination de l'Égypte, cependant ce n'est pas la seule destination, car la compagnie opère aussi des vols pour des hôtels en Méditerranée et en Afrique du nord.
En été 1995, la compagnie possède deux avions opérants de l'aéroport de Londres-Gatwick, un opérant de Manchester, un autre opérant depuis l'aéroport d'East Midlands et un opérant depuis les aéroports du nord-est (Newcastle et Humberside inclus).
Des vols sont toujours opérés vers l'Égypte, ainsi que vers des destinations populaires de Méditerranée comme l'Espagne, la Grèce, la Turquie, l'Italie et plus loin, vers les îles Canaries. Quelques vols charter volent aussi vers l'Islande et des vols traditionnels sont opérés vers des destinations comme Francfort.
En 1995, la compagnie n'exploite plus que des Airbus A320.
Vers la fin de l'année 1995, la compagnie souhaite démarrer des vols vers la Floride et les Caraïbes, elle a donc besoin d'un avion avec une meilleure capacité et une plus grande autonomie, et choisit le McDonnell Douglas DC-10-30.
Cependant, la compagnie perd la plupart de ses contrats d'affrètement moyen-courrier et les problèmes de service qui suivent forcent les voyagistes à retirer leurs contrats. Par conséquent, Excalibur fait faillite en juin 1996.

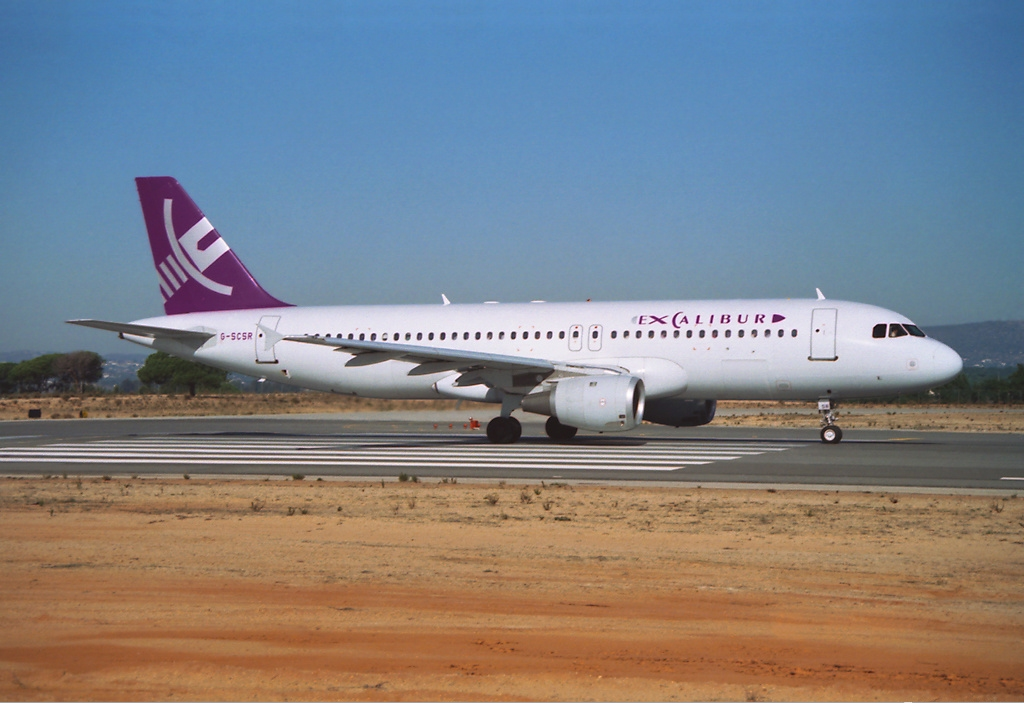
Airbus A320 d'Excalibur Airways à l'aéroport de Faro en 1992.

Un incident avec le DC-10 (dont s'échappe de la fumée) suivi d'un décollage interrompu brise la confiance du public envers la compagnie aérienne.

## Flotte
- 7 - Airbus A320-212

(G-HAGT, G-OEXC, G-CWCP, G-SCSR, G-KMAM)
- 1 - Boeing 737-3Q8

(G-OCHA)
- 1 - McDonnell Douglas DC-10-30

(V3-LEH)